# Domenico Fiasella
Domenico Fiasella, genannt „Il Sarzana“ (* 12. August 1589 in Sarzana; † 14. Oktober 1669 in Genua) war ein italienischer Maler des Barock und führender Vertreter der Genueser Schule des 17. Jahrhunderts.

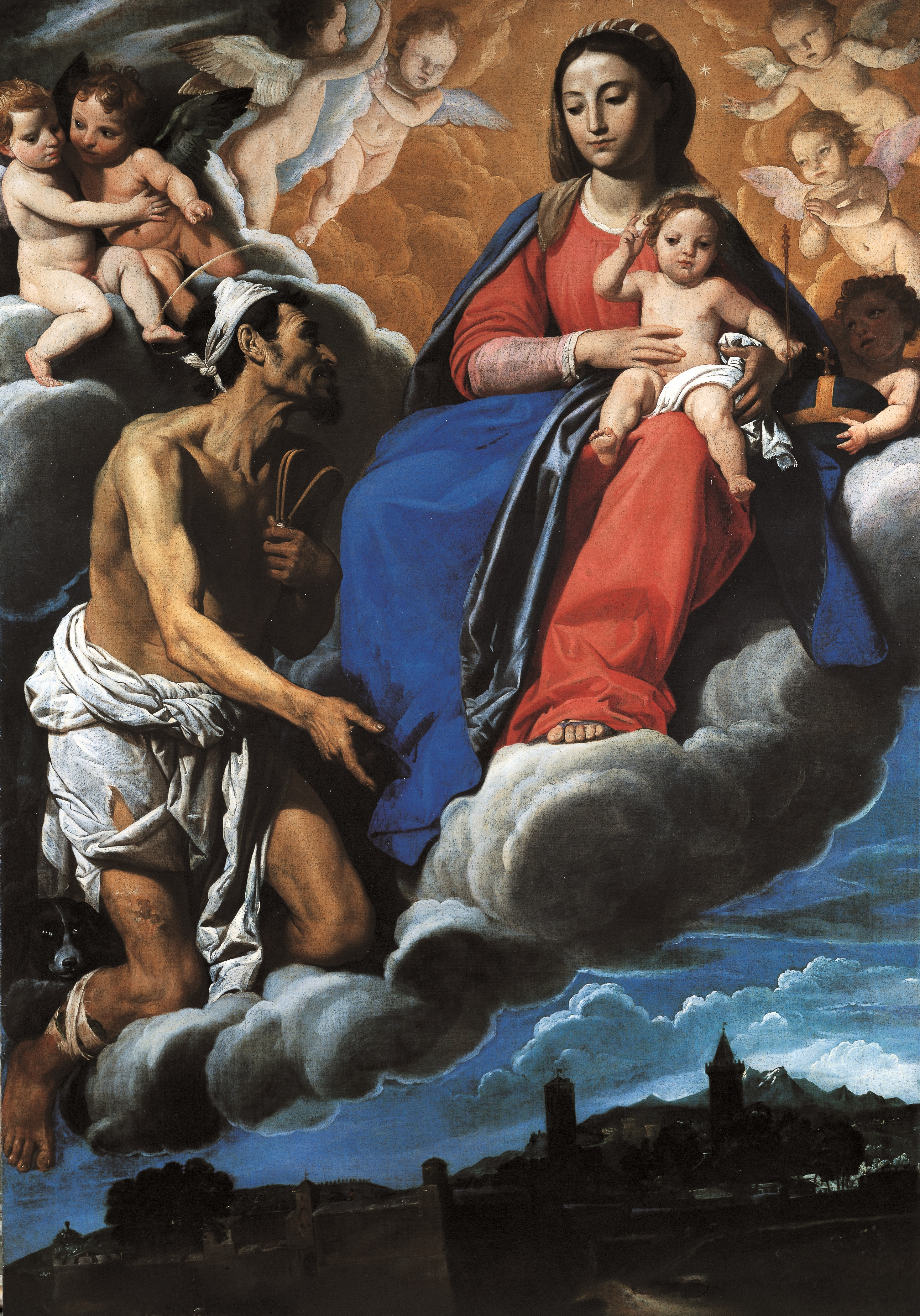
Der Hl. Lazarus bittet die Jungfrau für die Stadt Sarzana, 1617, San Lazzaro, Sarzana

## Leben
Fiasella war der Sohn des Silberschmieds Giovanni Fiasella, der für den Dom in Sarzana arbeitete. In Genua begann Domenico auf Empfehlung des Bischofs von Sarzana mit 11 Jahren eine mehrjährige künstlerische Ausbildung bei Aurelio Lomi, die in der Werkstatt von Giovanni Battista Paggi fortsetzte.
1607 bis 1616 war er in Rom, wo er die Accademia del Nudo besuchte. Dort arbeitete er mit Domenico Passignano und Giuseppe Cesari („Cavalier d’Arpino“) zusammen. Neben dem Studium der in Rom befindlichen Malereien von Andrea del Sarto, Raffael, Michelangelo und anderen, interessierte sich Sarzana besonders für das Chiaroscuro Caravaggios, die er über die gelegentliche Zusammenarbeit mit Orazio Gentileschi nahegebracht bekam. Über die Vermittlung von Gentileschi freundete er sich mit dem genuesischen Kunstsammler Vincenzo Giustiniani an, der in dieser Zeit zu einem seiner wichtigsten Förderer wurde. 1617 kehrte er nach Sarzana zurück, um ein Jahr später nach Genua zu gehen, wo er die dortige Kunst nachhaltig prägte.
Einer seiner wichtigsten Aufträge der ersten Genueser Jahre waren Fresken um die Geschichte von Esther und Ahasver für den Palazzo Lamellini alla Zecca, in dem vormals die berühmte Adlige und Malerin Sofonisba Anguissola lebte. Nach dem Tod von Giovanni Battista Paggi wuchsen die öffentlichen Aufträge nochmals an, so dass er viele seiner Bilder von Schülerhand malen oder vollenden ließ und er 1635 sogar wegen der Auftragsflut die Berufung an den Hof des Herzogs von Mantua ausschlagen musste. Sein Nachahmungs- und Anpassungsvermögen an die Kunstströmungen seiner Zeit, wie die von Peter Paul Rubens, Anthonis van Dyck, aber auch die der Bologneser Malerschule eines Annibale Carracci und Guercino verhinderten das Herausbilden eines selbständigen und persönlichen Stils und mündeten teilweise in einer Mischung der Malrichtung seiner Vorbilder.
Zu seinen zahlreichen Schülern gehören Angelica Veronica Airola, Bernardo Bernardi, Valerio Castelli, Francesco Capurro, Giovanni Battista Casone, David Corte, Gregorio De Ferrari, Francesco Gentileschi, Antonio Invrea, Francesco Merano, Giovanni Paolo Oderico, Andrea Podesta, Giuseppe Porta, Luca Saltarella, Giovanni Stefano Verdura, Lazzaro Villanova, Giovanni Vincenzo Zerbi sowie sein Neffe Giovanni Battista Fiasella, der 1669 den Nachlass seines verstorbenen Onkels erbte.

## Bildergalerie

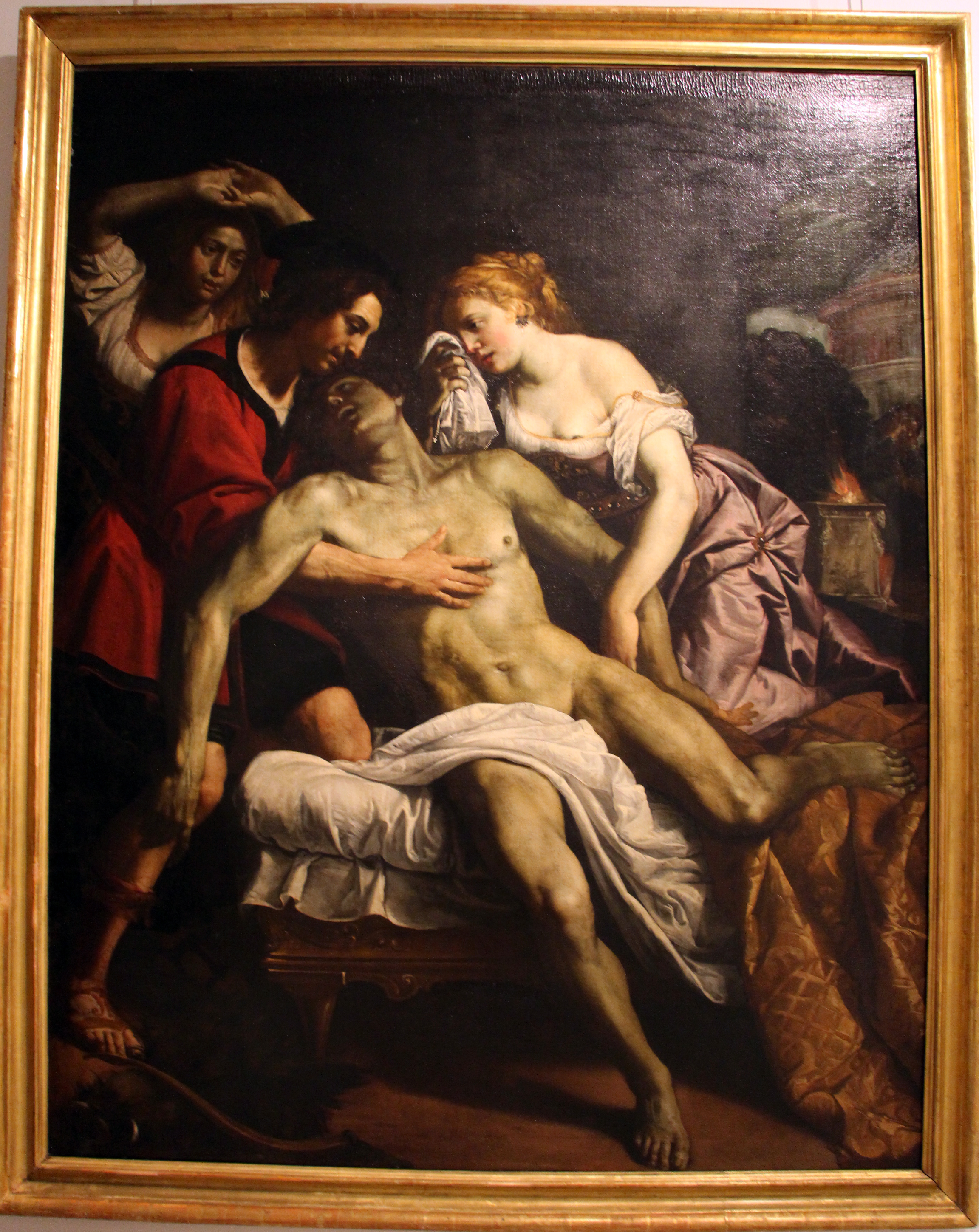
Tod des Meleager, Accademia Ligustica di Belle Arti, Genua
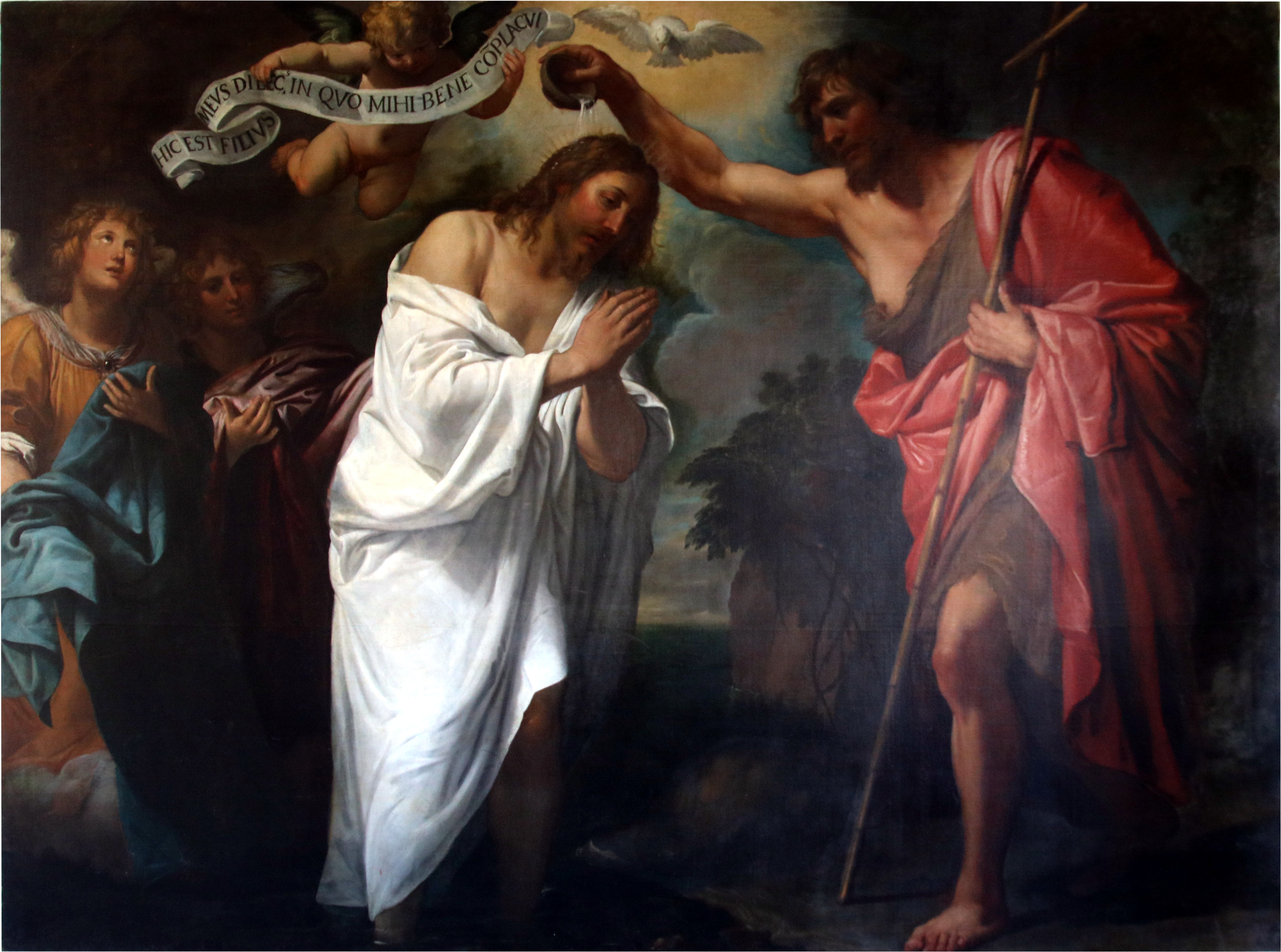
Taufe Christi, 1625 (?), Museo di Sant'Agostino (Genua)
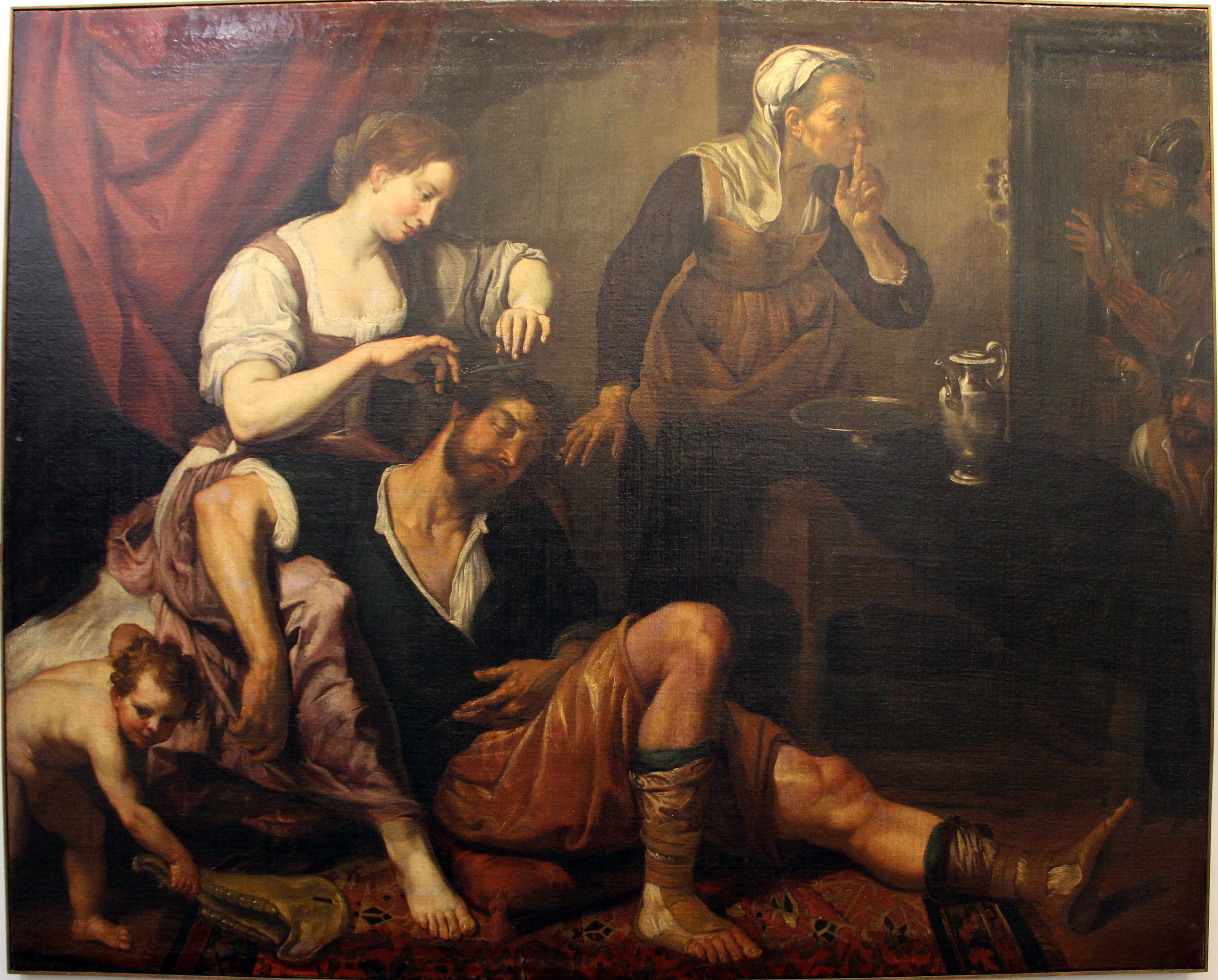
Samson und Dalila, Palazzo Bianco, Genua
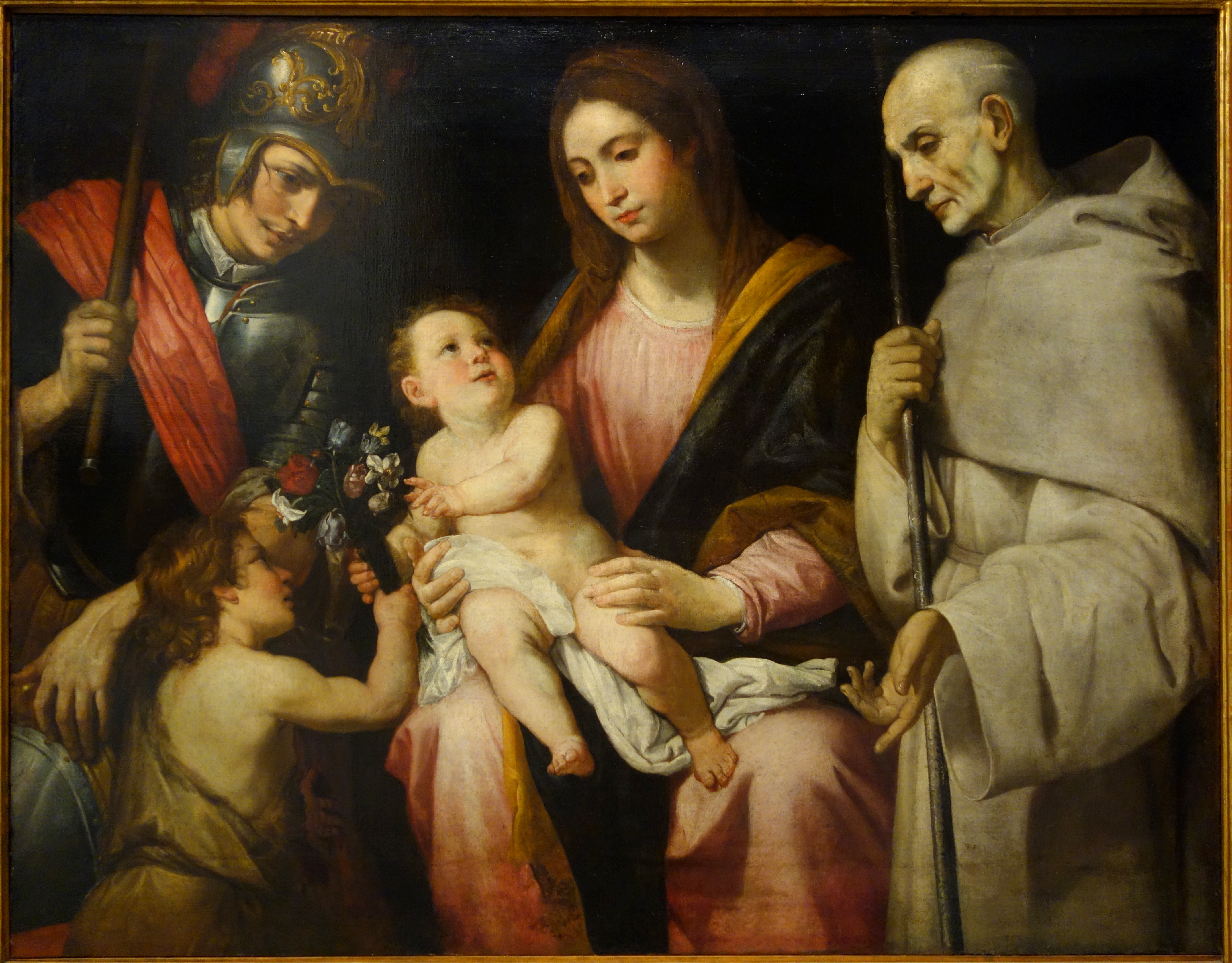
Madonna mit Kind und den Hl. Georg, Bernhard und Johannes, um 1640 (?), Accademia Ligustica di Belle Arti, Genua
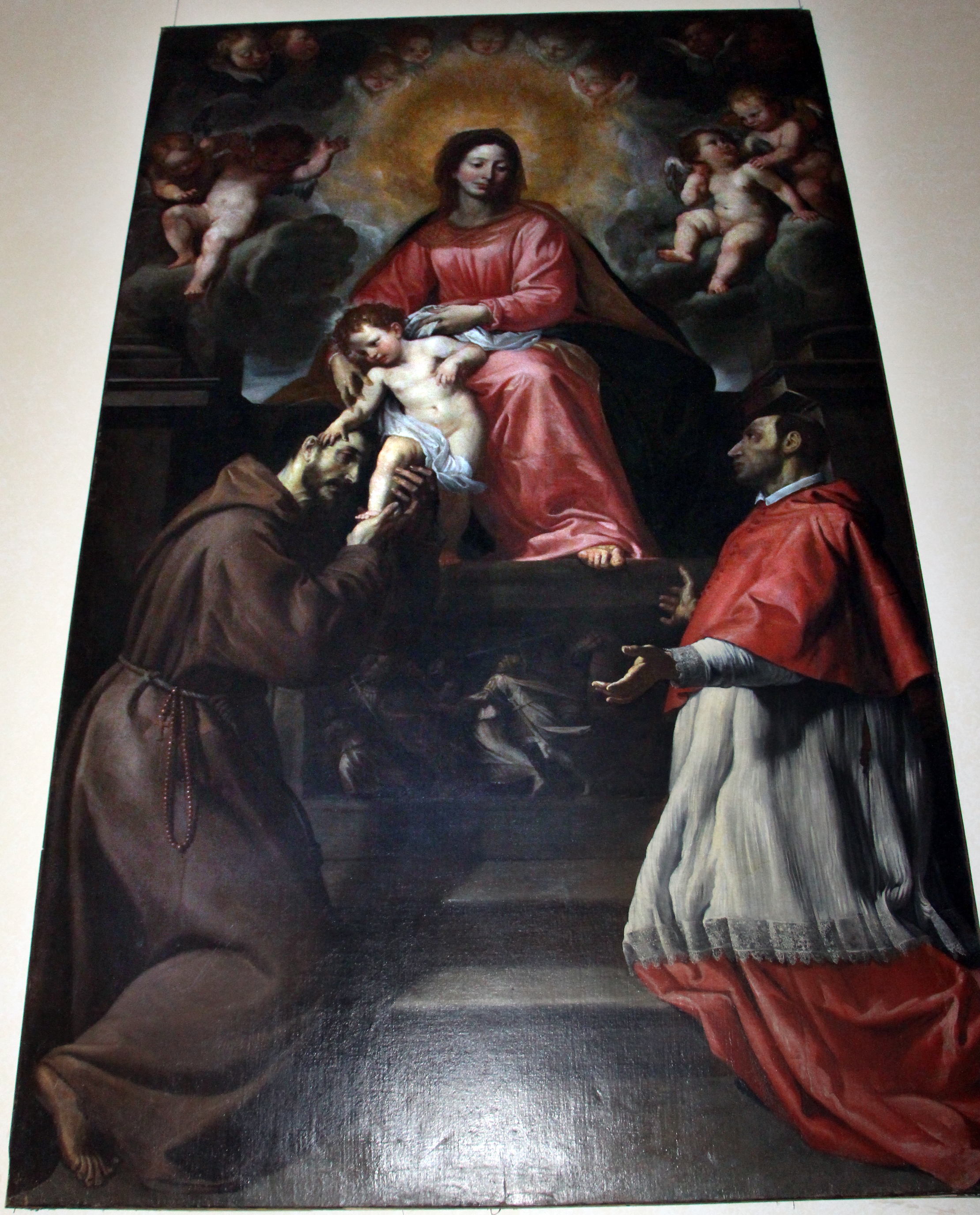
Madonna und Kind mit den Hl. Franziskus und Carlo Borromeo, nach 1650, Museo dei Cappuccini, Genua

## Werke (Auswahl)
- San Lazzaro (Sarzana): „Madonna, Kind und Heiliger Lazarus“ (1617) „Heimsuchung“,
- San Francesco (Sarzana): „Anbetung der Hirten“ (1617) „Madonna, Kind, Heiliger Bernardin von Siena“ (1630)
- Palazzo Lamellini alla Zecca (Genua): „Vita der Esther“ (1620–21)
- Chiesa di San Marco (Genua): „Martyrium der Heiligen Barbara“ (1622)
- Kathedrale von Sarzana: „Die Heiligen Lazarus, Nikolaus und Georg“ (1626) und „Die Heiligen Lucia, Barbara, Apollonia“ (1626), „Glorie des Heiligen Blues“
- Ringling Museum of Art (Sarasota): „Christi Erweckung des Jüngling von Nain“
- Santa Maria Assunta (Roccasecca dei Volsci): „Mariä Himmelfahrt“ und „Mariä Verkündigung“
- Oratorio di San Rocco (Lerice): „Heilige Familie mit Bischof und Abt“
- Oratorio di San Bernardino (Lerice): „Madonna, Kind, Heiliger Bernardino und Franziskus“